# Mardy Fish
Mardy Fish (Edina, Minnesota, 1981. december 9. –) amerikai hivatásos teniszező. Karrierje során 6 egyéni és 8 páros ATP tornagyőzelmet szerzett. Grand Slam-tornán a legjobb eredménye eddig három negyeddöntő: a 2007-es Australian Openen, a 2008-as US Openen és a 2011-es wimbledoni tornán jutott el eddig. Az athéni olimpián ezüstérmet szerzett egyéniben.

## ATP-döntői

### Egyéni

#### Győzelmei (6)
| Összesítés                                            | Összesítés |
| ----------------------------------------------------- | ---------- |
| Grand Slam-torna                                      | (0)        |
| ATP World Tour Masters 1000 / ATP Masters Series      | (0)        |
| ATP World Tour 500 Series / International Series Gold | (0)        |
| ATP World Tour 250 Series / International Series      | (6)        |
| ATP World Tour Finals / Tennis Masters Cup            | (0)        |

|   | Dátum             | Torna                                          | Borítás         | Ellenfél a döntőben | Eredmény a döntőben |
| 1 | 2003. október 20. | Stockholm Open, Stockholm                      | Kemény (fedett) | Robin Söderling     | 7-5, 3-6, 7-6(4)    |
| 2 | 2007. május 20.   | US MCCC, Houston                               | Salak           | Jürgen Melzer       | 3-6, 6-4, 6-3       |
| 3 | 2009. február 23. | Delray Beach ITC, Delray Beach                 | Kemény          | Jevgenyij Koroljov  | 7-5, 6-3            |
| 4 | 2010. július 11.  | Campbell's Hall of Fame Championships, Newport | Fű              | Olivier Rochus      | 5-7, 6-3, 6-4       |
| 5 | 2010. július 25.  | Atlanta Tennis Championships, Atlanta          | Kemény          | John Isner          | 4-6, 6-4, 7-6(4)    |
| 6 | 2011. július 24.  | Atlanta Tennis Championships, Atlanta          | Kemény          | John Isner          | 3-6, 7-6(6), 6-2    |

#### Elvesztett döntői (14)
|    | Dátum               | Torna                               | Borítás         | Ellenfél a döntőben | Eredmény a döntőben     |
| 1  | 2003. március 9.    | Delray Beach ITC, Delray Beach      | Kemény          | Jan Michael Gambill | 0-6, 6-7(5)             |
| 2  | 2003. június 22.    | Nottingham Open, Nottingham         | Fű              | Greg Rusedski       | 3-6, 2-6                |
| 3  | 2003. július 17.    | Cincinnati Masters, Cincinnati      | Kemény          | Andy Roddick        | 6-4, 6-7(3), 6-7(4)     |
| 4  | 2004. február 9.    | SAP Open, San José                  | Kemény (fedett) | Andy Roddick        | 6-7(13), 4-6            |
| 5  | 2004. június 7.     | Gerry Weber Open, Halle             | Fű              | Roger Federer       | 0-6, 3-6                |
| 6  | 2004. augusztus 23. | Olimpiai játékok, Athén             | Kemény          | Nicolás Massú       | 3-6, 6-3, 6-2, 3-6, 4-6 |
| 7  | 2007. augusztus 25. | Pilot Pen Tennis, New Haven         | Kemény          | James Blake         | 5-7, 4-6                |
| 8  | 2008. március 13.   | Indian Wells Masters, Indian Wells  | Kemény          | Novak Đoković       | 2-6, 7-5, 3-6           |
| 9  | 2008. augusztus 17. | Pilot Pen Tennis, New Haven         | Kemény          | Marin Čilić         | 4-6, 6-4, 2-6           |
| 10 | 2009. február 15.   | SAP Open, San José                  | Kemény (fedett) | Radek Štěpánek      | 6-3, 4-6, 2-6           |
| 11 | 2010. június 13.    | AEGON Championships, London         | Fű              | Sam Querrey         | 6-7(3), 5-7             |
| 12 | 2010. augusztus 22. | Western & Southern Open, Cincinnati | Kemény          | Roger Federer       | 7-6(5), 6-7(1), 6-4     |
| 13 | 2011. július 31.    | Farmers Classic, Los Angeles        | Kemény          | Ernests Gulbis      | 7-5, 4-6, 4-6           |
| 14 | 2011. augusztus 14. | Rogers Cup, Montréal                | Kemény          | Novak Đoković       | 2-6, 6-3, 4-6           |

### Páros

#### Győzelmei (8)
|   | Dátum              | Torna                                          | Borítás         | Partner      | Ellenfelek a döntőben                | Eredmény a döntőben |
| 1 | 2002. április 22.  | U.S. Men's Clay Court Championships, Houston   | Salak           | Andy Roddick | Jan-Michael Gambill / Graydon Oliver | 6-4, 6-4            |
| 2 | 2004. február 9.   | SAP Open, San José                             | Kemény (fedett) | James Blake  | Rick Leach / Brian MacPhie           | 6-2, 7-5            |
| 3 | 2004. április 12.  | U.S. Men's Clay Court Championships, Houston   | Salak           | James Blake  | Rick Leach / Brian MacPhie           | 6-3, 6-4            |
| 4 | 2008. július 13.   | Campbell's Hall of Fame Championships, Newport | Fű              | John Isner   | Rohan Bopanna / Aisam-Ul-Haq Qureshi | 6-4, 7-6(1)         |
| 5 | 2009. február 16.  | Regions Morgan Keegan Championships, Memphis   | Kemény (fedett) | Mark Knowles | Travis Parrott / Filip Polášek       | 7-6(7), 6-1         |
| 6 | 2009. március 22.  | Indian Wells Masters, Indian Wells             | Kemény          | Andy Roddick | Makszim Mirni / Andy Ram             | 3-6, 6-1, 14-12     |
| 7 | 2010. február 14.  | SAP Open, San Jose                             | Kemény          | Sam Querrey  | Benjamin Becker / Leonardo Mayer     | 7–6(3), 7–5         |
| 8 | 2010. augusztus 8. | Citi Open, Washington                          | Kemény          | Mark Knowles | Tomáš Berdych / Radek Štěpánek       | 7–6(3), 7–5         |

#### Elvesztett döntői (2)
|   | Dátum             | Torna                                        | Borítás         | Partner      | Ellenfelek a döntőben        | Eredmény a döntőben |
| 1 | 2006. február 26. | Regions Morgan Keegan Championships, Memphis | Kemény (fedett) | James Blake  | Chris Haggard / Ivo Karlović | 6-0, 5-7, 5-10      |
| 2 | 2011. május 15.   | Internazionali BNL d'Italia, Róma            | Salak           | Andy Roddick | John Isner / Sam Querrey     | feladás             |

## Eredményei Grand Slam-tornákon
| Grand Slam | Australian Open | Australian Open   | Roland Garros | Roland Garros    | Wimbledon | Wimbledon          | US Open   | US Open             |
| Év         | Eredmény        | Utolsó ellenfél   | Eredmény      | Utolsó ellenfél  | Eredmény  | Utolsó ellenfél    | Eredmény  | Utolsó ellenfél     |
| 2000       | –               | –                 | –             | –                | –         | –                  | 1.kör     | Jan-Michael Gambill |
| 2001       | –               | –                 | –             | –                | 1.kör     | Nicolas Escudé     | 1.kör     | Carlos Moyà         |
| 2002       | 2.kör           | Mihail Juzsnij    | –             | –                | –         | –                  | 2.kör     | Fernando Vicente    |
| 2003       | 3.kör           | Wayne Ferreira    | 1.kör         | Lars Burgsmüller | 3.kör     | Roger Federer      | 2.kör     | Karol Kučera        |
| 2004       | 1.kör           | Ivo Karlović      | -             | -                | 2.kör     | Joachim Johansson  | 2.kör     | Michal Tabara       |
| 2005       | 2.kör           | Gastón Gaudio     | 1.kör         | Xavier Malisse   | -         | -                  | 1.kör     | Ivo Karlović        |
| 2006       | –               | –                 | –             | –                | 3.kör     | Irakli Labadze     | 2.kör     | Novak Đoković       |
| 2007       | 1/4 döntő       | Andy Roddick      | –             | –                | 1.kör     | Rafael Nadal       | 2.kör     | Tommy Robredo       |
| 2008       | 3.kör           | Jarkko Nieminen   | 2.kör         | Lleyton Hewitt   | 1.kör     | Richard Gasquet    | 1/4 döntő | Rafael Nadal        |
| 2009       | 3.kör           | Márkosz Pagdatísz | 1.kör         | Máximo González  | 3.kör     | Novak Đoković      | –         | –                   |
| 2010       | 1.kör           | Andrej Golubev    | 2.kör         | Ivan Ljubičić    | 2.kör     | Florian Mayer      | 4.kör     | Novak Đoković       |
| 2011       | 2.kör           | Tommy Robredo     | 3.kör         | Gilles Simon     | 1/4 döntő | Rafael Nadal       | 4.kör     | Jo-Wilfried Tsonga  |
| 2012       | 2.kör           | Alejandro Falla   | –             | –                | 4.kör     | Jo-Wilfried Tsonga | 4.kör     | Roger Federer       |

## Év végi világranglista-helyezései
| Év       | 2000 | 2001 | 2002 | 2003 | 2004 | 2005 | 2006 | 2007 | 2008 | 2009 | 2010 | 2011 |
| Helyezés | 304  | 141  | 81   | 20   | 37   | 227  | 47   | 39   | 23   | 55   | 16   | 8    |